# 2002 v hudbě
Tento článek obsahuje události související s hudbou, které proběhly v roce 2002.

## Vzniklé skupiny
- The Academy Is…
- The Aggrolites
- Aloud
- Anberlin
- Armor For Sleep
- As Cities Burn
- Asesino
- Assembly of Dust
- Avoid One Thing
- Be Your Own Pet
- Box Car Racer
- Carbon/Silicon
- Deathride a.k.a. DevilDriver
- Double Dagger
- Fear Before the March of Flames
- From First to Last
- Gatsbys American Dream
- The Gazette
- Girls Aloud
- House of Heroes
- The Killers
- Kipelov
- LCD Soundsystem
- Little Brazil
- Mañana
- Mužáci ze Zlína
- One True Voice
- The Rakes
- Say Hi to Your Mom
- Scary Kids Scaring Kids
- Senses Fail
- Streetlight Manifesto
- The Thermals
- Two Gallants
- Ugly Casanova
- Valley of the Giants
- Velvet Revolver
- Welicoruss
- White Shoes & The Couples Company
- xDEATHSTARx

## Zaniklé skupiny
- Alice in Chains (obnoveno 2005)
- 59 Times The Pain
- Backstreet Boys (přerušena činnost)
- Bardot
- Big Wreck
- Bim Skala Bim
- Bush
- Cast
- Coalesce
- Deporitaz
- Devourment (2005)
- Died Pretty
- Tha Dogg Pound (obnoveno 2006)
- Fear Factory (obnoveno 2004)
- Fenix TX (obnoveno 2005)
- Fugazi (přerušena činnost)
- Godflesh
- Gravity Kills
- Karma To Burn
- Life Without Buildings
- Megadeth (obnoveno 2004)
- Midnight Oil
- Nobody's Angel
- Pooka
- The Promise Ring
- Red Snapper
- Run-D.M.C.
- Salt n Pepa
- Stabbing Westward

## Vydaná alba
- "4th "Ikimasshoi!"" - Morning Musume
- 510 – Status Praesents
- Century Child – Nightwish
- Collection – Mike Oldfield
- Come Away With Me – Norah Jones
- Densé Ju – Čankišou
- Dream Interpretation – John Cale
- Flickering Flame: The Solo Years Volume 1 – Roger Waters
- Get Heavy – Lordi
- Heathen Chemistry – Oasis
- Happy with What You Have to Be Happy With – King Crimson (EP)
- Hitting the Ground – Gordon Gano
- Kruhy mé touhy – Ilona Csáková
- Křídla holubic – Spirituál kvintet
- Lovehatetragedy – Papa Roach
- Ladies of the Road – King Crimson
- Mr. Klon – Komunální odpad
- Musíme se pochválit, máme auto z (M)mostu – Harlej
- No Pads, No Helmets...Just Balls – Simple Plan
- Platinová Helena – Helena Vondráčková
- "RAINBOW" - Ajumi Hamasaki
- Positions – Trash Palace
- Rock In Rio – Iron Maiden
- Stainless Gamelan – John Cale
- Tr3s Lunas – Mike Oldfield
- The Eminem Show – Eminem
- Untouchables – Korn
- 9 mm argumentů – Daniel Landa
- My 3 – Indy & Wich
- Audioslave – Audioslave
- 200 km/h in the Wrong Lane – t.A.T.U.
- "I am..." - Ajumi Hamasaki

## Domácí hity
- „Obchodník s deštěm“ – Kryštof
- „Čo bolí to prebolí“ – Miro Žbirka, Martha
- „Zaľúbení“ – Elán
- „Večnosť“ – No Name
- „Černý brejle“ – Ready Kirken
- „Mám na teba chuť“ – Team
- „Můj svět“ – Chinaski
- „Slepic pírka“ – Mig 21
- „Malotraktorem“ – Mig 21
- „Ty a já (teď a tady)“ – Petr Muk
- „Nahý“ – Richard Müller
- „Daniela“ – Lucie
- „Babylon“ – Ilona Csáková
- „Šance“ – Daniel Landa
- „Kdyby“ – Daniel Landa
- „Krásná“ – Ilona Csáková
- „Slovník cudzích snov“ – Team
- „Nie alebo áno“ – No Name
- „Večírek za koncem“ – Anna K
- „So životom v ohrození“ – Jana Kirschner
- „Teď královnou jsem já“ – Basiková, Csáková, Absolonová
- „Pokaždé“ – Karel Gott
- „Jako James Bond“ – Karel Gott
- „Modrej dým“ – Black Milk
- „Pár nápadů“ – Black Milk
- „Když mě líbáš“ – Holki
- „Zbloudilá“ – Leona Machálková
- „Víš lásko 2002“ – Iveta Bartošová
- „Sundej kravatu“ – Helena Vondráčková
- „Strojvůdce“ – Chinaski
- „In Da Yard“ – Support Lesbiens
- „Zima“ – Leoš Mareš
- „Quantum Tarantulí“ – Daniel Landa
- „Woo-Doo“ – Kamil Střihavka
- „Kometa“ – Jaromír Nohavica, Čechomor
- „Do čista“ – Richard Müller
- „Čekal jsem víc“ – Ready Kirken
- „Jsem pohodlný“ – J.A.R.
- „Tanečnice“ – Tata Bojs
- „Já nevím jak bych to řek“ – Petr Rajchert
- „Hafanana“ – Daniel Nekonečný
- „Zanedbaný sex“ – Elán
- „Píseň hraboše“ – Dan Bárta
- „Šťastnej jako blecha“ – Satelit Kanibal
- Vzpominám – Lunetic

## Úmrtí
- 21. ledna – Peggy Lee, americká zpěvačka (* 26. května 1920)
- kolem 5. dubna – Layne Staley, americký zpěvák (* 1967)
- 2. července – Ray Brown, americký jazzový kontrabasista (* 13. října 1926)
- 31. srpna – Lionel Hampton, americký jazzový vibrafonista (* 1908)
- 13. listopadu – Roland Hanna, americký jazzový klavírista a pedagog (* 10. února 1932)
- 2. prosince – Mal Waldron, americký jazzový klavírista (* 16. srpna 1925)